# Peter Benchley
Peter Bradford Benchley (New York City, 8 de maio de 1940 — Princeton, 11 de fevereiro de 2006) foi um escritor estadunidense.
Proveniente da terceira geração de uma família de escritores, Peter Benchley se tornou um autor mundialmente famoso ao lançar a obra Tubarão em 1974. 

## Biografia
Peter Benchley nasceu em 8 de maio de 1940 em New York City. Filho de uma família de intelectuais, realizou os seus primeiros estudos na Academia Phillips, de Exeter, lugar onde estudaram o pai e o avô, formando-se em inglês, com louvor, pela Universidade de Harvard, em 1961. Após a formatura, por quase dois anos viajou pelo mundo. Sobre essas experiências escreveu Time and Ticket, obra quase inédita, que nunca passou da primeira edição. 
Sua obra Tubarão, lançada em 1974 foi um dos maiores fenômenos literários de todos os tempos, tendo vendido oito milhões de exemplares em poucas semanas e sendo traduzida para 10 idiomas, o que tornou Benchley famoso mundialmente. Tubarão também foi adaptada para o cinema, escrita pelo próprio Benchley e Carl Gottlieb, e dirigida por Steven Spielberg, sendo lançada pela Universal Pictures em junho de 1975. Em poucas semanas arrecadou mais de 120 milhões de dólares, o filme de maior bilheteria até então. Além desse best seller, Benchley escreveu outras novelas como Do fundo do mar, A ilha, entre outros. 
Depois de passar alguns meses escrevendo a seção de necrológicos do Washington Post, trabalhou posteriormente no Newsweek e na Casa Branca como ghost writer no governo de Lyndon B. Johnson. Foi membro da ONG de defesa da vida marinha SeaWeb.

### Morte
Peter Benchley morreu aos 65 anos, em 11 de fevereiro de 2006, vítima de fibrose ideopática pulmonar.

## Obras publicadas
Títulos originais em inglês:

### Ficção
| Nº sequencial | Título em Espanhol | Tradutor(a)                     | Título no Brasil            | Título original em inglês     | Tradutor(a)             | Lançamento | ISBN          |
| ------------- | ------------------ | ------------------------------- | --------------------------- | ----------------------------- | ----------------------- | ---------- | ------------- |
| 01            | Tiburón            | Sebastián Martínez y Luis Vigil | 'Tubarão'                   | Jaws                          | A. B. Pinheiro de Lemos | (1974)     |               |
| 02            | Abismo             | Juan Carlos Zulueta             | 'O fundo do mar'            | The Deep                      | A. B. Pinheiro de Lemos | (1976)     |               |
| 03            | La isla            | Antonio Samons                  | 'A ilha'                    | The Island                    | Orlando Lemos           | (1979)     |               |
| 04            |                    |                                 | 'A garota do mar de Cortez' | The Girl of the Sea of Cortez | Patrícia Vasconcelos    | (1982)     |               |
| 05            | Q-Clearence        | J. Ferrer Aleu                  |                             | Q Clearance                   |                         | (1986)     |               |
| 06            |                    |                                 | 'Porre'                     | Rummies/Lush                  | Antonio Transito        | (1989)     | 85-01-03647-1 |
| 07            | Monstruo           |                                 | 'A besta'                   | The Beast                     | Aulyde Soares Rodrigues | (1991)     | 85-315-0114?? |
| 08            |                    |                                 |                             | White Shark                   |                         | (1994)     |               |
| 09            |                    |                                 |                             | Creature                      |                         | (1997)     |               |

### Não-ficção
- 1994 Ocean Planet: Writings and Images of the Sea
- 2001 Shark Trouble: True Stories About Sharks and the Sea
- 2002 Shark!: True Stories and Lessons from the Deep
- 2005 Shark Life: True Stories About Sharks and the Sea (com Karen Wojtyla)